# Belinois
Le Belinois ou Bélinois est une microrégion localisée au sud-est du Mans en Sarthe. Elle se caractérise par une spécificité géologique due à la présence d’une couche sédimentaire marneuse datant du Jurassique. L’ensemble de cette couche géologique comporte des avantages nets notamment en agriculture et forme une enclave fertile par rapport aux territoires avoisinants. Le Belinois est un territoire doté d’un patrimoine tourné vers la culture du chanvre. Une partie des communes belinoises (ouest du canton) a longtemps été très conservatrice vis-à-vis du contexte général du sud-est de la Sarthe, notamment lié à un traumatisme historique issu de la Révolution (invasion des Chouans). La pratique de la religion s’y est conjointement maintenue plus longtemps,.

## Géologie et géographie
Les limites géologiques de ce « petit pays » s’étendent sur les communes de Brette-les-Pins, d’Ecommoy, de Laigné-en-Belin, de Moncé-en-Belin, de Mulsanne, de Saint-Biez-en-Belin, de Saint-Gervais-en-Belin, de Saint-Mars-d’Outillé, de Saint-Ouen-en-Belin et de Téloché. Les limites du « Belinois » en tant que territoire peuvent aussi être définies comme le canton d'Écommoy. Le Belinois se localise au sud du canton du Mans, à l’ouest du canton du Grand-Lucé, au nord des cantons de Mayet et de Pontvallain et à l’est de celui de la Suze-sur-Sarthe.